# 九宫山风景区
九宫山风景区是中华人民共和国湖北省咸寧市通山县下辖的一个类似乡级单位。

## 行政区划
下辖以下地区：
船埠村、李家铺村、中港村、西港村、东港村和九宫社区。